# 若林正武
若林 正武（わかはやし まさたけ、1913年（大正2年）1月8日 - 1984年（昭和59年）8月22日）は、昭和期の農林官僚、政治家。参議院議員（1期）、林野庁長官。

## 経歴
長野県更級郡上山田村（上山田町を経て現千曲市）で生まれる。1937年（昭和12年）東京帝国大学農学部林学科を卒業した。同年、朝鮮総督府に入府。その後、応召した。
1947年（昭和22年）農林省に入省し、同山林局、経済安定本部、林野庁、石川県、帯広営林局、山梨県などで勤務し、林野庁長官に1966年（昭和41年）7月から1967年（昭和42年）9月まで在任して退官した。その他、中央鳥獣審議会委員、中央森林審議会委員、歴史的風土審議会委員などを務めた。
1968年（昭和43年）7月の第8回参議院議員通常選挙に全国区から自由民主党公認で出馬して当選し、参議院議員に1期在任した。この間、参議院地方行政委員長、第2次田中角栄第1次改造内閣北海道開発政務次官、参議院自民党国会対策副委員長、自民党政調農林副部会長、同党林政調査会副会長などを務めた。
その他、日本林野測量協会会長、東和物産会長などを務めた。また、1970年（昭和45年）から1976年（昭和51年）まで長野県森林組合連合会会長に2期在任した。
1983年（昭和58年）春の叙勲で勲二等瑞宝章受章（勲五等からの昇叙）。
1984年（昭和59年）8月22日死去、71歳。死没日をもって従七位から従四位に叙される。